# As-Sabah
Hasan Ben Ibn as-Sabah, perzijski heretik, * okoli 1034 (1056), † 1124. 
Imenovan tudi "starec z gore" (Alamut).Osnoval je politično religiozno sekto asasinov (hasasinov). Iz trdnjave Alamut v zahodni Perziji so njegovi pristaši morili ortodoksne muslimanske vladarje in napadali križarje. Svoje pristaše je poslal na izvršitev nalog, omamljene s hašišem. Sekto in grad Alamut so uničili v sredini 13. stoletja v času mongolskega vpada.
As-Sabah je bil sošolec Omarja Hajama.
Slovenski pisatelj Vladimir Bartol je opisal dogajanje v trdnjavi Alamut pod As-Sabahavo oblastjo v delu Alamut (1938).
1. 1 2 3 4 5  Encyclopædia Iranica — USA: Columbia University, 1982. — ISSN 2330-4804
2. ↑  https://web.archive.org/web/20240516003231/https://www.aljazeera.net/encyclopedia/2024/3/16/%D8%AD%D8%B3%D9%86-%D8%A7%D9%84%D8%B5%D8%A8%D8%A7%D8%AD-%D8%B2%D8%B9%D9%8A%D9%85-%D8%B7%D8%A7%D8%A6%D9%81%D8%A9-%D8%A7%D9%84%D8%AD%D8%B4%D8%A7%D8%B4%D9%8A%D9%86
3. 1 2  الزركلي خ. ا. الأعلام: قاموس تراجم لأشهر الرجال والنساء من العرب والمستعربين والمستشرقين — 15 — بيروت: دار العلم للملايين, 2002. — Vol. 2. — str. 193.